# ERF-Verlag
Der ERF-Verlag war der Verlag der ERF Medien in Wetzlar.

## Geschichte
1977 gründete der damalige Evangeliums-Rundfunk den ERF-Verlag, um seinen überlasteten Ausleihservice von Kassettenaufzeichnungen seiner Radiosendungen zu entlasten. Bald jedoch verlagerte sich der Schwerpunkt des Verlags von den Rundfunkmitschnitten weg zur Produktion eigens für Tonträger konzipierter Werke. Dabei stellte nach Aufgabe des „Kinderfunks“ im ERF Ende der 1980er Jahre vor allem die Hörspielproduktion für Kinder einen maßgeblichen Anteil seiner Veröffentlichungen dar. Hörspielmacher wie Johannes Osberghaus, Ulrike Schild, Heinz-Lothar Worm, Eckart zur Nieden und Dorothea Unbehend schufen in den folgenden Jahrzehnten neben Hörspieladaptionen christlicher Literaturklassiker von Autoren wie Patricia St. John und Elisabeth Dreisbach auch erfolgreiche eigene Hörspiele wie die Serien Gemmas Insel, Die 3 vom Ast und Mit Maike im Kindergarten. Ferner begann der Verlag mit einer eigenen Musikproduktion und veröffentlichte unter anderem Chorkonzepte mit dem ERF Studiochor unter der Leitung von Gerhard Schnitter oder Alben von Liedermacher Jürgen Werth. Ende der 1980er Jahre begann der ERF-Verlag, teilweise in Koproduktion mit dem Verlag Schulte & Gerth, Klassiker und Bestseller christlicher Literatur von Autoren wie Janette Oke oder Gertrud Busch von prominenten Sprechern des ERF wie Angelika Fries, Andreas Malessa oder Hanno Herzler gelesen, als Hörbuch zu veröffentlichten. Ebenso begann die Synchronisation aus dem Ausland importierter christlicher Filme, später erschienen auch Eigenproduktionen wie die Videoeinspielung des Musicals Das lebendige Buch von Ruthild Eicker oder die Puppentheater-Filme Der kleine Großherzog von Eckart zur Nieden. Als erstes Buch erschien im ERF-Verlag 1979 ein Rückblick auf die Geschichte des Senders unter dem Titel Danke: Festschrift zum 20-jährigen Jubiläum des Evangeliums-Rundfunks, Wetzlar, 1959–1979. In den folgenden Jahren erschienen Printmedien in Kollaboration mit dem R. Brockhaus Verlag.
Im Dezember 2001 trat der ERF-Verlag in die Stiftung Christliche Medien ein und fusionierte 2007 mit allen weiteren teilnehmenden Verlagen mit Ausnahme des Bundes-Verlags zum SCM-Verlag, der den traditionsreichen Namen noch mehrere Jahre in Form der Marke SCM ERF-Verlag vor allem für Videoproduktionen nutzte. Im Januar 2007 wurde der Schweizer ERF-Ableger von dem in der Schweiz ansässigen Adonia-Verlag übernommen.

## Diskografie
Zu den Tonträgerveröffentlichungen des Labels ERF siehe

## Filmografie (Auswahl)
Folgende Filmografie listet eine Auswahl der vom ERF-Verlag unter dem gleichnamigen Label veröffentlichten Filmproduktionen auf. Die Auswahl ist katalognumerisch gelistet.

### Kinderfilme – Katalognummern VHS (312.0)21.000 ff.
| Nummer | Nummer | Nummer | Nummer  | Titel | Mitwirkende | Jahr | Anmerkungen                                                                                                |
| Präfix | Format | Format | Artikel | Titel | Mitwirkende | Jahr | Anmerkungen                                                                                                |
| Präfix | VHS    | DVD | Artikel | Titel | Mitwirkende | Jahr | Anmerkungen                                                                                                |
| ------ | ------ | --- | ------- | --- | --- | ---- | --- |
| 312    | 021    | | 001     | Die Stadt, die Weihnachten vergaß                                                                                                   | | 1986 | |
|        |        | |         | | |      | |
| 312    | 021    | | 004     | Spuren im Schnee | Patricia St. John (Buchvorlage); Paul Dean (Schauspieler – Lucien); Carey Born (Schauspielerin – Annette); Timothy Fleetwood (Schauspieler – Dani)                        | 198? | Englische Ersterscheinung 1980 in Großbritannien                                                           |
|        |        | |         | | |      | |
| 312    | 021    | | 008     | Ach, so ist das gemeint! 1 Biblische Bilder, von Kindern erlebt                                                                     | Eckart zur Nieden | 1985 | |
| 312    | 021    | Episoden: Beim Gitarrenbauer • Beim Töpfer • Beim Künstler • Beim Buchdrucker • Beim Bäcker • Beim Goldschmied | 008     | | Eckart zur Nieden | 1985 | |
|        |        | |         | | |      | |
| 312    | 021    | | 010     | Der kleine Großherzog 1 Puppenspiel für Kinder                                                                                      | Eckart zur Nieden | 199? | |
| 312    | 021    | Episoden: Wie der kleine Großherzog das Glück verbieten wollte • Wie der kleine Großherzog einen Sklaven verkaufen wollte • Wie der kleine Großherzog das Denken lernte • Wie der kleine Großherzog die Wegbeschreibung missachtete • Wie der kleine Großherzog eine neue Mode wieder abschaffte • Wie der kleine Großherzog mit einem Tiger kämpfen musste                                                          | 010     | | Eckart zur Nieden | 199? | |
| 312    | 021    | | 011     | Der kleine Großherzog 2 Puppenspiel für Kinder                                                                                      | Eckart zur Nieden | 199? | |
| 312    | 021    | Episoden: Wie der kleine Großherzog seinen Wert erhöhen wollte • Wie der kleine Großherzog fast eine wichtige Nachricht verpasst hätte • Wie der kleine Großherzog einer leeren Gewohnheit neuen Sinn gab • Wie der kleine Großherzog vor Ungeduld alles verkehrt machte • Wie der kleine Großherzog einen ehemaligen Feind trösten musste • Wie der kleine Großherzog sich nichts schenken lassen wollte            | 011     | | Eckart zur Nieden | 199? | |
| 312    | 021    | | 012     | Der kleine Großherzog 3 Puppenspiel für Kinder                                                                                      | Eckart zur Nieden | 199? | |
| 312    | 021    | Episoden: Wie der kleine Großherzog fast seinem eigenen Gesetz zum Opfer gefallen wäre • Wie der kleine Großherzog wieder Ordnung schaffen musste • Wie der kleine Großherzog sich an einer Schlammschlacht beteiligt • Wie der kleine Großherzog die Wahrheit aus der Welt schaffen wollte • Wie der kleine Großherzog eine schlechte Gewohnheit unterbrach • Wie der kleine Großherzog der armen Fischerwitwe half | 012     | | Eckart zur Nieden | 199? | |
| 312    | 021    | | 013     | Der kleine Großherzog 4 Puppenspiel für Kinder                                                                                      | Eckart zur Nieden | 199? | |
| 312    | 021    | Episoden: Wie der kleine Großherzog einen Beweis brauchte • Wie der kleine Großherzog so einsam war • Wie der kleine Großherzog einen Drachen besiegte, den es gar nicht gab • Wie der kleine Großherzog den Sinn des Geschenkes nicht verstand • Wie der kleine Großherzog der Prinzessin eine Erbse ins Bett legte • Wie der kleine Großherzog sein Schiff zweimal bezahlen musste                                 | 013     | | Eckart zur Nieden | 199? | |
|        |        | |         | | |      | |
| 312    | 021    | | 016     | Wie alles anfing Abenteuer Bibel (Volume 1)                                                                                         | Hans Paetsch (Sprecher) | 1989 | |
| 312    | 021    | Episoden: Am Anfang • Adam und Eva • Noah und die große Sintflut • Abraham, der Freund Gottes • Isaak findet eine Frau • Jakob und Esau • Joseph, der Träumer • Joseph und der König von Ägypten • Die Prinzessin und das Baby • Lass mein Volk ziehen! | 016     | | Hans Paetsch (Sprecher) | 1989 | |
| 312    | 021    | | 017     | Das versprochene Land Abenteuer Bibel (Volume 2)                                                                                    | Hans Paetsch (Sprecher) | 1989 | |
| 312    | 021    | Episoden: Der Weg ins versprochene Land • Die Schlacht von Jericho • Gideon kämpft für Gott • Simson, der starke Mann • Ruths neue Familie • Gott spricht zu Samuel • Ein König für Israel • David und Goliath • König David • Salomos goldener Tempel | 017     | | Hans Paetsch (Sprecher) | 1989 | |
| 312    | 021    | | 018     | Könige und Propheten Abenteuer Bibel (Volume 3)                                                                                     | Hans Paetsch (Sprecher) | 1989 | |
| 312    | 021    | Episoden: Elia bittet um Brot • Elia und die Baalspriester • Naemans schreckliches Geheimnis • Feinde ringsumher • Jeremia und das große Unglück • König Nebukadnezars goldenes Standbild • Daniel in der Löwengrube • Königin Esther errettet ihr Volk • Nehemias größter Tag • Jona läuft davon | 018     | | Hans Paetsch (Sprecher) | 1989 | |
| 312    | 021    | | 019     | Jesus erzählt Abenteuer Bibel (Volume 4)                                                                                            | Hans Paetsch (Sprecher) | 1989 | |
| 312    | 021    | Episoden: Ein Junge namens Johannes • Die erste Weihnacht • Als Jesus ein Kind war • Die besonderen Freunde von Jesus • Jesus lehrt • Jesus gibt dem Volk zu essen • Jesus erzählt Geheimnisse • Die Geschichte vom barmherzigen Samariter • Die Geschichte vom Sämann • Die Geschichte von den beiden Brüdern • Die Geschichte von dem großen Fest                                                                  | 019     | | Hans Paetsch (Sprecher) | 1989 | |
| 312    | 021    | | 020     | Die gute Nachricht Abenteuer Bibel (Volume 5)                                                                                       | Hans Paetsch (Sprecher) | 1989 | |
| 312    | 021    | Episoden: Die Geschichte vom verlorenen Schaf • Komm herunter, Zachäus! • Maria, Martha und Lazarus • Menschen, die zu Jesus kamen • Jesus, König der Juden • Jesus vor Gericht • Ostern • Die gute Nachricht für alle • Paulus bei Damaskus • Paulus und seine Freunde • Paulus im Gefängnis | 020     | | Hans Paetsch (Sprecher) | 1989 | |
|        |        | |         | | |      | |
| 312    | 021    | | 038     | Viele Köche verderben den Brei Man kann es nicht jedem recht machen Im Kinderland der Träume (Volume 1)                             | | 1992 | |
| 312    | 021    | | 039     | Ach, der Zaun ist zu hoch Falls dir etwas beim ersten Mal misslingt – versuch’s einfach nochmal Im Kinderland der Träume (Volume 2) | | 1992 | |
| 312    | 021    | | 040     | Nicht so schnell, kleiner Hund Eile mit Weile Im Kinderland der Träume (Volume 3)                                                   | | 1992 | |
|        |        | |         | | |      | |
| 312    | 021    | | 042     | Ein Bär, der so gern etwas Besonderes wär Jeder ist etwas Besonderes auf seine eigene Weise Im Kinderland der Träume (Volume 5)     | | 1992 | |
|        |        | |         | | |      | |
| 312    | 021    | | 044     | Der Störenfried Bei uns in Bledlow Ridge (Volume 1)                                                                                 | | 199? | |
| 312    | 021    | | 045     | David und Goli - Gut gelandet - Immer ich!                                                                                          | | 199? | |
|        |        | |         | | |      | |
| 312    | 021    | | 048     | David und Goli Schule ist doof | | 199? | |
| 312    | 021    | | 049     | David und Goli Neujahrsversprechen                                                                                                  | | 199? | |
| 312    | 021    | | 051     | Ein Stern für Benjamin | | 199? | |
|        |        | |         | | |      | |
| 312    | 021    | | 054     | Der Adler Bei uns in Bledlow Ridge (Volume 2)                                                                                       | | 199? | |
|        |        | |         | | |      | |
| 312    | 021    | | 056     | Der Mittelstürmer Bei uns in Bledlow Ridge (Volume 3)                                                                               | Chad Barrett (Darsteller), James Garbutt (Darsteller), Claire Shepherd (Darsteller), Richard Wheater (Darsteller) Richard Bramall (Regisseur), Mike Pritchard (Regisseur) | 1996 | |
|        |        | |         | | |      | |
| 312    | 021    | | 058     | Das lebendige Buch Ein Kindermusical von Ruthild Eicker mit Kids For Christ und Voices For Christ*                                  | Ruthild Eicker (Drehbuch, Musik, Sprechertexte; Leitung); Kids For Christ (Chor); Voices For Christ (Chor)                                                                | 1997 | * Untertitel bei Erstveröffentlichung: „Ein Musical mit dem Kinder- und Jugendchor ‚Wir singen für Jesus‘“ |

### Spielfilme – Katalognummern VHS (312.0)22.000 ff.
| Nummer | Nummer | Nummer | Nummer  | Titel                | Mitwirkende | Jahr      | Anmerkungen |
| Präfix | Format | Format | Artikel | Titel                | Mitwirkende | Jahr      | Anmerkungen |
| Präfix | VHS    | DVD    | Artikel | Titel                | Mitwirkende | Jahr      | Anmerkungen |
| ------ | ------ | ------ | ------- | -------------------- | --- | --------- | --- |
| 312    | 022    |        | 005     | Hazels Leute         | Geraldine Page (Darsteller), Pat Hingle (Darsteller), Graham Beckel (Darsteller), Rachel Thomas (Darsteller), Stephen G. Weaver (Darsteller) Charles Davis (Regisseur) | 1973 1985 | Erstveröffentlichung USA, 1973, unter dem Titel: Happy As The Grass Was Green: Hazel’s People, deutsche Version erschienen 1985 |
|        |        |        |         |                      | |           | |
| 312    | 022    |        | 008     | Höher als die Sterne | Justus Addiss (Regisseur) Ardon Albrecht (Produzent) | 19??      | Erstveröffentlichung USA, 1970er, Copyright: Lutherische Laienliga, deutsche Version erschienen 1980er?                         |

### Dokumentarfilme – Katalognummern VHS (312.0)24.000 ff.
| Nummer | Nummer | Nummer | Nummer  | Titel | Mitwirkende         | Jahr | Anmerkungen                                           |
| Präfix | Format | Format | Artikel | Titel | Mitwirkende         | Jahr | Anmerkungen                                           |
| Präfix | VHS    | DVD    | Artikel | Titel | Mitwirkende         | Jahr | Anmerkungen                                           |
| ------ | ------ | ------ | ------- | --- | ------------------- | ---- | ----------------------------------------------------- |
| 312    | 024    |        | 047     | Die schönste Nebensache der Welt Fünf Fußballer verraten das Geheimnis ihres Lebens Jorginho; Rune Bratseth; René Müller; Heiko Herrlich; Wynton Rufer | David Kadel (Autor) | 1994 | In Kooperation mit Sportler ruft Sportler erschienen. |